# Bill Maclagan
Bill Maclagan (ur. 5 kwietnia 1858 w Edynburgu, zm. 10 października 1926 w Londynie) – szkocki rugbysta, reprezentant kraju, kapitan British and Irish Lions, działacz sportowy.

## Życiorys
Urodził się jako czwarty z pięciu synów Davida Maclagana i Jane Finlay. Uczęszczał do Edinburgh Academy, gdzie grał w szkolnej drużynie do ukończenia nauki w 1876 roku, w ostatniej klasie jako kapitan. W tym samym roku dołączył do klubu Edinburgh Academicals, w pierwszym sezonie grając w zespole rezerw, a do pierwszej drużyny przebił się już w kolejnym sezonie.
W 1880 roku wyjechał do Londynu, gdzie podjął pracę w City jako makler. Związał się wówczas z założonym dwa lata wcześniej klubem London Scottish. Rok później został wybrany kapitanem zespołu i rolę tę pełnił przez pięć sezonów, a karierę zakończył w roku 1891. Był pierwszym przedstawicielem klubu powołanym do reprezentacji Szkocji.
W latach 1878–1890 rozegrał dwadzieścia pięć spotkań dla szkockiej reprezentacji, dwudziesty szósty został bowiem przerwany po dwudziestu minutach. W siedmiu z nich pełnił rolę kapitana. Tę samą funkcję pełnił podczas usankcjonowanego przez RFU tournée British and Irish Lions 1891. Niepokonana drużyna British and Irish Lions zagrała dwadzieścia spotkań, a Maclagan opuścił tylko jedno z nich. Jako pierwszy zawodnik w historii zagrał w dwudziestu pięciu testmeczach, a jego rekord w liczbie występów w meczach międzynarodowych dopiero w roku 1900 pobił Billy Bancroft. Ceniony był za wszechstronność, umiejętność dostosowania do zmiennych warunków gry, silną obronę i dobrą grę nogą.
Uprawiał także krykiet, również na poziomie reprezentacyjnym.
W 1893 roku został wybrany prezesem London Scottish i funkcję tę sprawował aż do śmierci, w latach 1905–1908 tę samą rolę pełnił w Edinburgh Academicals. Był prezesem Scottish Football Union w latach 1894–1896 oraz szkockim przedstawicielem w IRFB.
W 2009 roku został przyjęty do IRB Hall of Fame.